# Ufficiale di guerra elettronica

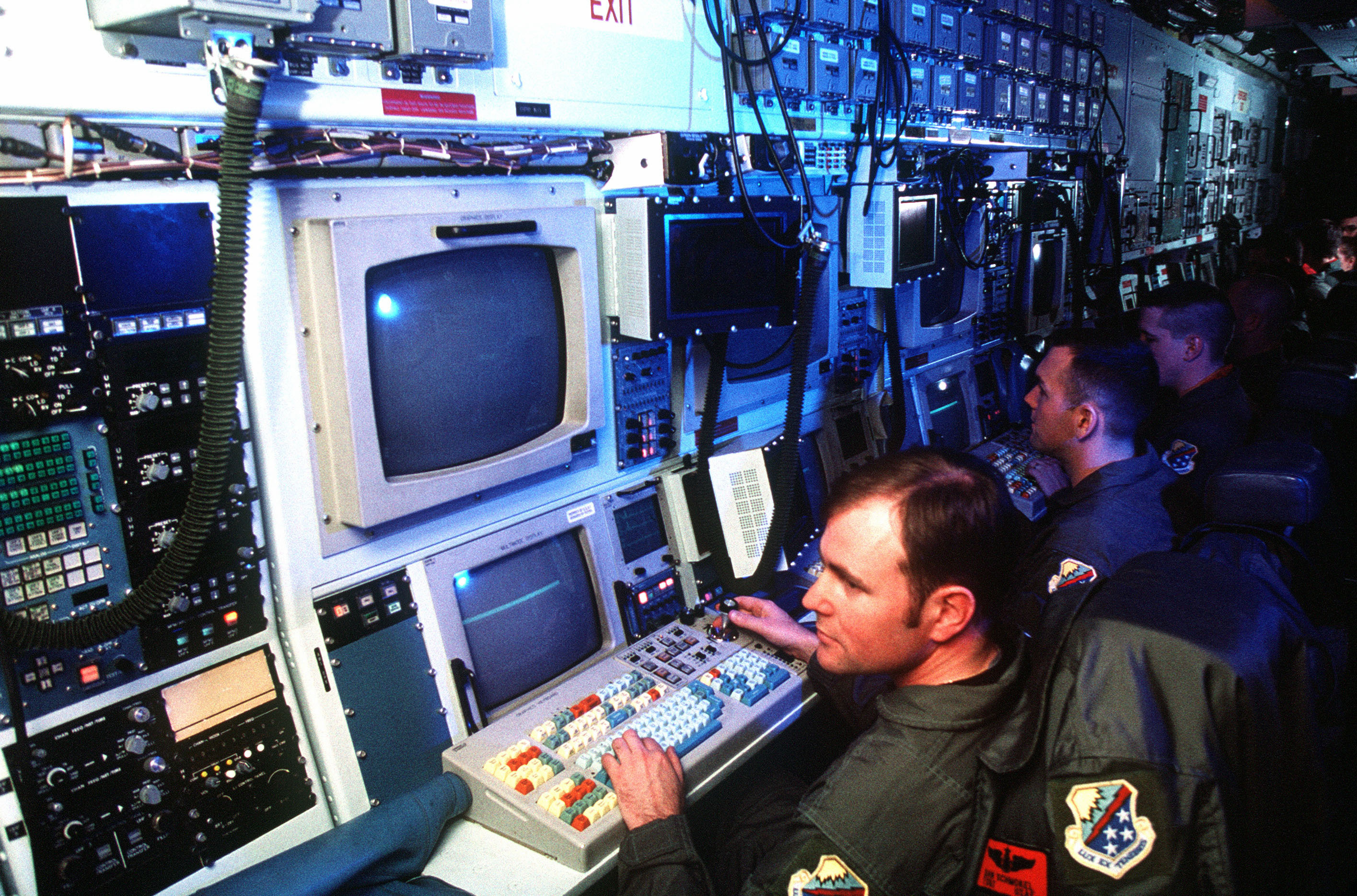
Operatori di guerra elettronica all'interno di un Boeing RC-135 "Rivet joint"

L'ufficiale di guerra elettronica o electronic warfare officer (EWO) è un qualsiasi militare addestrato alla guerra elettronica, cioè nell'utilizzo dello spettro elettromagnetico per proteggersi o attaccare il nemico. L'incarico ha origine nelle forze armate statunitensi ma è successivamente applicato anche dalle altre forze armate della NATO.

## U.S. Air Force
Storicamente la U.S. Air Force seleziona per questo incarico personale scelto tra i navigatori che hanno completato il proprio specifico percorso di qualifica (fully-qualified) e li avvia alla qualifica supplementare di EWO, denominandoli EWOT, cioè EWO Trainees ("in addestramento"). L'addestramento basico viene effettuato presso la 453rd Flying Training Squadron alla base di Mather, vicino a Sacramento, California.
Il proseguimento dell'addestramento chiamato Combat Crew Training School (CCTS) - scuola di addestramento al combattimento per equipaggi - viene solitamente completato presso l'unità di assegnazione finale. Per gli equipaggi di B-52, il CCTS veniva effettuato presso la base di Castle, vicino ad Atwater, California. Gli EWO, un tempo, potevano venire assegnati anche agli F-111, agli F-4G Wild Weasel, ai C-130 nelle varianti (MC,EC, ecc.), o ai reparti che utilizzavano una delle varianti dei Boeing RC-135.
Gli EWO dei B-52 venivano addestrati all'uso di varie tecniche di contromisure elettroniche attive e passive. I radar jammer utilizzati erano gli AN/ALQ-155, AN/ALQ-117/172, e AN/ALT-32. All'EWO spettava il compito di monitorare lo spettro elettromagnetico mediante l'utilizzo di ricevitori radar AN/ALR-46 e AN/ALR-20A. In più, l'EWO aveva il controllo dei lanciatori di chaff e flare per autoprotezione.
L'addestramento degli EWO da impiegare sui bombardieri B-1B e sui caccia F-15E viene svolta alla NAS di Pensacola. Il corso dura 15 settimane per gli EWO dei bombardieri e 10 settimane per quelli dei caccia.
L'addestramento più completo per EWO viene per lo più effettuato presso il 563rd Flying Training Squadron alla base di Randolph, in Texas. Si tratta di un ciclo di addestramento indirizzato agli equipaggi di B-52, C-130 e RC-135.